# Bataillone der Wächter der Wahrheit
Bataillone der Wächter der Wahrheit (englisch Guardians of Truth Battalions, arabisch کتائب أولياء الحق, DMG Katāʾib awliyāʾ al-Ḥaqq) ist eine irakische militante Gruppe, die gegen die Zweite syrische Übergangsregierung kämpft.

## Geschichte
Die Bataillone der Wächter der Wahrheit wurden am 25. Januar 2025 gegründet, nachdem ihre Gründung gegen sogenannte „Takfiri“-Milizen wie Haiʾat Tahrir asch-Scham und den Islamischen Staat zur Verteidigung von Schiiten und Alawiten angekündigt worden war. Am 4. Februar 2025 veröffentlichten die Bataillone der Wächter der Wahrheit ihre erste Videoerklärung, in der sie ihre Unterstützung für den Iran und die Hisbollah in Syrien zeigten.